# Marty Hewitt
Martin Hewitt (sinh ngày 24 tháng 7 năm 1965) là một cựu cầu thủ bóng đá người Anh từng thi đấu ở vị trí tiền đạo trung tâm.

## Sự nghiệp
Sinh ra ở Hartlepool, Hewitt từng thi đấu cho St. James', Hartlepool United và Billingham Synthonia.

## Đời sống cá nhân
Con trai của ông mất trong một tai nạn giao thông vào tháng 10 năm 2014.